# There Be Dragons - Un santo nella tempesta
There Be Dragons - Un santo nella tempesta (There Be Dragons) è un film del 2011 diretto da Roland Joffé.
Sullo sfondo della guerra civile spagnola, il film ripercorre la gioventù di Josemaría Escrivá de Balaguer, fondatore dell'Opus Dei canonizzato da Giovanni Paolo II nel 2002. Il titolo del film deriva dall'espressione latina Hic sunt dracones, usata dai cartografi medievali per indicare luoghi ancora ignoti e dunque potenzialmente pericolosi.

## Trama
Il giornalista spagnolo Roberto tenta di ricucire i rapporti con il padre morente, Manolo, ex soldato della guerra civile spagnola. Incaricato di scrivere una biografia sul prete aragonese Josemaría Escrivá, il giornalista scopre che il padre era stato un suo amico d'infanzia, con cui ha avuto un rapporto complicato, dettato dalle diverse idee politiche, che portò i due amici a dividersi con l'inizio della guerra.
Josemaria divenne prete e lottò per la pace e la riconciliazione, fondando l'Opus Dei ed entrando in clandestinità, quando iniziarono gli attacchi alla Chiesa, schieratasi con i fascisti di Franco, per mano dei repubblicani. Manolo scelse invece la strada della violenza, invischiandosi in complotti politici e unendosi, come spia, alla Seconda Repubblica, dopo aver conosciuto una bella rivoluzionaria ungherese di nome Ildiko, che poi gli preferì il leader repubblicano Oriol.

## Produzione
Tra i produttori del film figurano Roland Joffé, Guy J. Louthan e i membri dell'Opus Dei Ignacio G. Sancha e Ignacio Núñez. La rete televisiva Antena 3, la prima emittente televisiva privata in Spagna, ha finanziato in parte il film. I servizi di produzione sono stati forniti dalla spagnola Morena Films e dall'argentina Historias Cinematográficas.
Inizialmente il film epico religioso era basato su uno script redatto da Barbara Nicolosi, la regia era stata proposta a Hugh Hudson e Alejandro González Iñárritu, ma entrambi declinarono l'offerta. In un primo momento anche Roland Joffé rifiutò la regia, ma in seguito cambiò idea accettando l'incarico a condizione di scrivere una nuova sceneggiatura da zero e diventare uno dei produttori. Joffé si recò in Spagna, Italia e Sud America per ricerche nella stesura della sua sceneggiatura. Dopo un arbitrato ufficiale condotto dal Writers Guild of America (WGA), la sceneggiatura venne accreditata solamente a Roland Joffé. Con questa decisione, la WGA confermò che la sceneggiatura di Joffé è completamente originale e che quella scritta da Barbara Nicolosi non ha relazione di sorta con il film.
Con un budget di 35 milioni di dollari, il film è stato girato tra la Spagna e l'Argentina. Per ricreare la Madrid degli anni trenta parte delle riprese sono state effettuate a Luján, nella provincia di Buenos Aires.
Al film hanno lavorato lo scenografo Eugenio Zanetti, vincitore dell'Oscar nel 1996 per Restoration - Il peccato e il castigo, i costumi sono di Yvonne Blake, vincitrice dell'Oscar per Nicola e Alessandra e creatrice dei costumi per Superman. Il due volte premio Oscar Michèle Burke ha curato gli effetti speciali. Stephen Warbeck, vincitore dell'Oscar per Shakespeare in Love, ha composto la colonna sonora originale.

## Distribuzione
Dopo un'anteprima tedesca all'European Film Market il 12 febbraio 2011, il primo paese a distribuire il film nelle sale è stato la Spagna il 25 marzo 2011, con il titolo Encontrarás dragones. Negli Stati Uniti il film è stato distribuito il 6 maggio 2011 a cura della Samuel Goldwyn Films. In Italia, la prima visione televisiva è stata su Rai 3 il 16 agosto del 2014 col titolo There Be Dragons - Un santo nella tempesta.